# Phare de l'île de Paquetá
Le phare de l'île de Paquetá (en portugais : Farol da Ilha de Paquetá) est un phare situé sur de île de Paquetá, dans la Baie de Guanabara à Rio de Janeiro, dans l'État de Rio de Janeiro - (Brésil). 
C'est un phare à caractère privé dont l'entretien est assumé par la société brésilienne MESBLA S.A.. 

## Histoire
C'est une tour carrée en maçonnerie de 11 m, avec une galerie soutenant un feu vert, érigé en bout d'un petite jetée. Elle se situe sur le côté est de l'île, dans la partie nord de la baie de Guanabara. Elle est peinte en blanc et possède une horloge sur deux faces.
Si la tour-horloge date de la première moitié du XXe siècle, le feu a été inauguré le 28 août 1966.Le feu émet, à une hauteur focale de 14 m, un éclat vert toutes les 16 secondes.
Identifiant : ARLHS : BRA222 ; BR2522 - Amirauté : G0398 - NGA :18452.5 .

### Lien connexe
- Liste des phares du Brésil